# Mielikki
Mielikki es una diosa de las mitologías finlandesa y mitología celta, considerada la diosa de la caza y de los bosques. Aparece en diversas leyendas y relatos -por ejemplo el poema Kalevala- como esposa o nuera de Tapio, también dios de la caza. Se la considera creadora del oso.
Se le conoce también por cómo "La Madre del Bosque rico en Miel" o "La Señora del Valle y del Bosque", y es descrita, cuándo los cazadores han tenido suerte, cómo hermosa, benigna, y ricamente enjoyada; en caso contrario, aparece con un aspecto desagradable y vestida con harapos.
Mielikki es descrita cómo una hábil sanadora que cura las heridas de las zarpas de los animales que han conseguido escapar de trampas, ayuda a los polluelos que han caído de su nido, y cura las heridas de los urogallos tras sus exhibiciones de cortejo. Conoce muy bien las hierbas curativas y ayudará a aquellos que sepan cómo pedirle ayuda. Era venerada tanto por aquellos que practican la caza menor cómo por aquellos que buscan setas y bayas.
Su nombre está compuesto por las palabras mieli (mente, placer, sentimiento, deseo) y el sufijo kki (afectuosa), por lo que su nombre significa "querida" o "favorita"; otra sugerencia es que su nombre proceda de la antigua palabra finlandesa mielu (suerte).

## Curiosidades
Mielikki y su esposo Tapio son mencionados en la canción Elvenpath de la banda finlandesa de heavy metal Nightwish, la primera cómo Bluecloak, healer of the ill and sad (Capa azul, sanadora de los enfermos y tristes) y el segundo cómo Bearking, ruler of the forest (Rey oso, señor del bosque).
Esta diosa ha sido la inspiración para la deidad del mismo nombre que aparece en los Reinos Olvidados, un escenario de campaña diseñado para el juego de rol Dungeons & Dragons.
Un asteroide (el 2715) y un monte en el planeta Venus llevan su nombre.